# Clypicterus
Clypicterus là một chi chim trong họ Icteridae.